# Кашине Весполаро - Брико (Асти)
Кашине Весполаро - Брико је насеље у Италији у округу Асти, региону Пијемонт.
Према процени из 2011. у насељу је живело 59 становника. Насеље се налази на надморској висини од 173 м.